# 제비갈매기

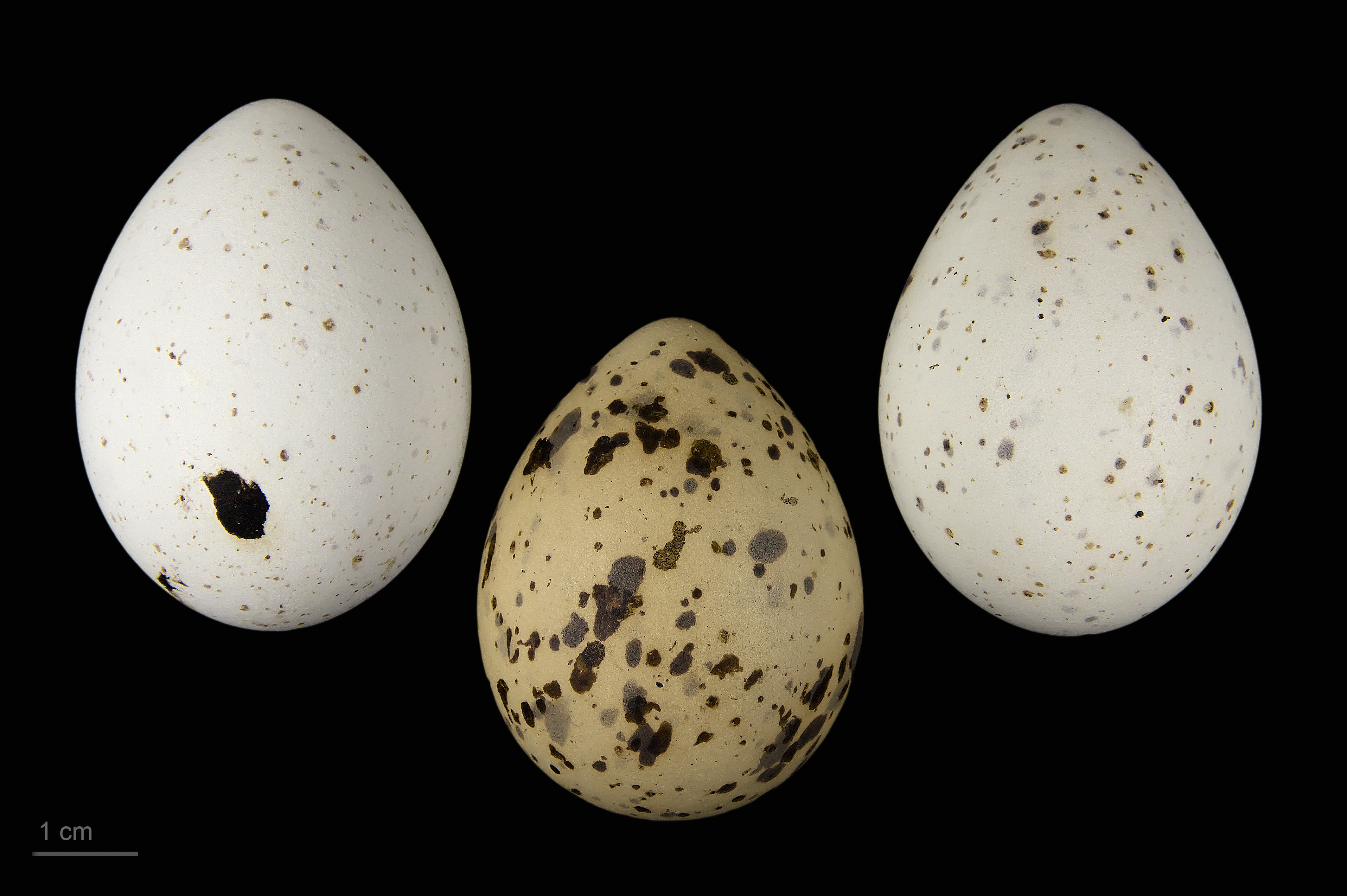
Sterna hirundo hirundo

제비갈매기(Common tern)는 호숫가, 늪지 주변 갈대숲, 개펄, 매립지에 사는 도요목 갈매기이다. 몸길이는 약 35.5cm이고, 날개 길이는 70~81cm이다.
부리는 가늘고 꼬리는 날카롭게 갈라져 있다. 몸 아랫면은 순백색이고, 어깨깃과 날개 윗면은 회색이다. 번식기에는 머리꼭대기에서 뒷목까지 검은색이 된다. 해안·하구·하천·큰 호수 등에 서식하며, 군집성이 매우 강하다. 공중에 떼지어 날아들면서 '키이키이' 하고 울며 물 속의 고기를 급강하하여 잡아먹는다. 물고기·오징어·갑각류 등을 먹으며, 곤충이나 작은 육상 척추동물도 먹는다. 해안과 하천의 모래밭이나 자갈밭에 암컷은 2-3개의 알을 낳으며, 알은 올리브빛 갈색에 반점이 있다. 3-4주 동안 암수가 번갈아 알을 품으며, 부화된 새끼를 1-2개월 동안 키운다. 제비처럼 경쾌하게 비행하여 제비갈매기라는 이름이 붙었다. 세계적으로 약 44종이 있으며, 북극에서 남극에 이르는 전세계에 분포한다.

## 특징
날 때는 긴 제비꽁지가 눈에 띄고, 한국에서는 비교적 흔한 나그네새이다. 물위를 날개를 퍼덕이며 천천히 날아다니다가 물고기를 발견하면 급강하하여 잡아먹는다. 무리를 지어 먹이를 찾는다.

## 서식
호숫가 또는 늪가의 갈대밭 진흙땅에 집단으로 둥지를 틀고 봄 하반기에서 여름 하반기까지 한배에 2∼3개의 알을 낳는다. 알을 품은 지 약 20일이면 부화한다. 먹이는 주로 작은 물고기나 새우·딱정벌레·잠자리·파리 등을 잡아먹는다.

## 아종
제비갈매기의 아종은 지리적으로 4아종을 나눈다. 대한민국에는 2아종이 발견되었다.
- S. h. hirundo - 유럽,북아프리카,북미,동아시아에서 서부 시베리아,카자흐스탄,북미에서 번식한다.
- 제비갈매기(S. h. longipennis) - 시베리아 동북부에서부터 중국 동북부 지역까지 번식하고 동남아시아,뉴질랜드 등에서 겨울을 보낸다.[1]
- 붉은발제비갈매기(S. h. minussensis) - 예니세이 강 상류에서 바이칼 호와 몽골에서 번식하고 인도양 북부에서 겨울을 보낸다.[2]
- S. h. tibetana - 히말라야에서부터 남부 몽골, 중국에서 번식한다.

## 문학속의 제비갈매기
작가 이철환은 개발로 인한 엄마 쇠제비갈매기가 강물이 바다로 들어가는 포구의 모래밭의 모래를 가져가는 건축업자 때문에 모래밭이 불어난 강물을 막아내지 못해 둥지와 새끼들을 잃는 이야기인 《엄마가 미안해》(이철환 글, 김형근 그림, 미래아이)를 썼다. 사람들이 자신들의 이익을 위해 벌이는 개발이 자연에서 살아가는 생명들에게는 죽음을 가져오는 죽음의 산업이라는 사실을 개발 때문에 쇠제비갈매기 가족에게 죽음이 닥친다는 동화로 고발한 것이다.